# أرينا بيرنامبوكو
أرينا بيرنامبوكو أو أرينا سيداد دا كوبا هو ملعب متعدد الاستخدامات في ريسيفي بالبرازيل. يُستخدم في الغالب لمباريات كرة القدم، واستخدمت لإستضافة مباريات خلال بطولة كأس العالم لكرة القدم 2014. يصل قدرة استيعابه إلى حوالي 46.160 متفرج.